# Primera División de Chile 1941
El Campeonato Nacional de Fútbol de la Primera División de 1941 fue el torneo disputado en la 9ª temporada del fútbol profesional chileno, con la participación de diez equipos, todos de Santiago. 
El torneo se jugó en dos rondas con un sistema de todos contra todos. En la última fecha, no se jugaron dos partidos, que correspondía a Badminton contra Colo-Colo y Green Cross contra Unión Española.
El campeón del torneo fue Colo-Colo, que logró su tercera conquista del campeonato nacional y la segunda en calidad de invicto, récord no vuelto a igualar hasta la actualidad.

## Tabla final
| Pos | Equipo                     | PJ | PG | PE | PP | GF | GC | Dif | Pts |
| --- | -------------------------- | -- | -- | -- | -- | -- | -- | --- | --- |
| 1   | Colo-Colo                  | 17 | 13 | 4  | 0  | 59 | 27 | 32  | 30  |
| 2   | Santiago Morning           | 18 | 8  | 6  | 4  | 38 | 34 | 4   | 22  |
| 3   | Audax Italiano             | 18 | 8  | 5  | 5  | 51 | 35 | 16  | 21  |
| 4   | Magallanes                 | 18 | 7  | 6  | 5  | 41 | 37 | 4   | 20  |
| 5   | Unión Española             | 17 | 7  | 5  | 5  | 43 | 41 | 2   | 19  |
| 6   | Universidad Católica       | 18 | 9  | 0  | 9  | 40 | 49 | -9  | 18  |
| 7   | Santiago National Juventus | 18 | 5  | 4  | 9  | 36 | 48 | -12 | 14  |
| 8   | Green Cross                | 17 | 6  | 0  | 11 | 31 | 44 | -13 | 12  |
| 9   | Universidad de Chile       | 18 | 5  | 1  | 12 | 37 | 45 | -8  | 11  |
| 10  | Badminton                  | 17 | 3  | 3  | 11 | 33 | 49 | -16 | 9   |

PJ=Partidos jugados; PG=Partidos ganados; PE=Partidos empatados; PP=Partidos perdidos; GF=Goles a favor; GC=Goles en contra; Dif=Diferencia de gol; Pts=Puntos
|  | Campeón |

## Campeón
|                              |
| Campeón Colo-Colo 3.º título |
|                              |